# Leandro Lima (futebolista)
George Leandro Abreu de Lima, mais conhecido como Leandro Lima ou ainda Leandrinho (Fortaleza, 9 de novembro de 1985) é um futebolista brasileiro que atua como meia.

## Carreira
Revelado no Conjunto Novo Mondubim, mais precisamente no Estrela Futebol Club, o craque mostrou o seu talento longe do Nordeste profissionalizando-se e tendo destaque no São Caetano. Chamou atenção internacional, ao se destacar no Campeonato Sul-Americano Sub-20 de 2007, quando Leandro marcou dois gols durante a competição e o Brasil sagrou-se campeão. Atuou ainda no Mundial da categoria no mesmo ano, quando o Brasil foi desclassificado nas quartas de final para a Espanha. Na oportunidade, Leandro foi eleito como uma das revelações do ano ao lado do argentino Di María.
Em julho de 2007, Leandro assinou um contrato de cinco anos com o Porto de Portugal. Teve poucas oportunidades em seu primeiro ano na Europa e, além disso, mais tarde foi envolvido em um incidente de documentação falsa, após ter sido revelado que ele não tinha nascido em 19 de dezembro de 1987 como inicialmente registrado, além de ter seu nome adulterado, era chamado de "Luis Leandro Abreu de Lima". Em maio de 2008 a Liga de Clubes decidiu multar o jogador em € 1.250,00 e três meses de suspensão tendo dado como provado que a quando da inscrição do jogador tinham sido documentos com informações falsas.
| - Dados na inscrição do jogador: Nome: Luis Leandro Abreu de Lima Data de Nascimento: 19 de Dezembro de 1987 |  | - Dados verdadeiros: Nome: George Leandro Abreu de Lima Data de Nascimento: 09 de Novembro de 1985 |

Durante toda a temporada 2008–09, Lima foi emprestado ao Vitória de Setúbal, clube da primeira divisão de Portugal, ajudando os "sadinos" apenas a evitar o rebaixamento. Em 17 de julho de 2009, ele foi novamente emprestado, retornando ao Brasil para atuar no Cruzeiro. Pouco depois, após ter sido pouco aproveitado pelo então treinador do Cruzeiro Adílson Batista, Leandro foi dispensado pelo clube mineiro.
Em agosto de 2010, após mutuo acordo para a rescisão do contrato que o ligava ao FC Porto, assinou pelo União Desportiva de Leiria um contrato válido por 2 anos. Após atuar em 24 jogos divididos entre Campeonato Português e a Taça da Liga, tendo marcado apenas um gol, no Estádio da Luz na última rodada do campeonato, Leandro Lima decidiu encerrar seu contrato com o clube português e ficar livre para negociar sua possível volta ao futebol brasileiro.

### Avaí
No dia 7 de julho de 2011, foi anunciado a volta de Leandro Lima ao Brasil. desta vez, o meia chega para defender o Avaí de Santa Catarina. Na chegada do atleta a Florianópolis, o time não atravessava uma boa campanha no Campeonato Brasileiro. O Avaí encontrava-se na penúltima posição da competição, com 3 pontos ganhos em 8 rodadas. Fez sua estreia pelo Leão da Ilha no dia 21 de julho, jogo válido pelo Campeonato Brasileiro em que o Avaí foi derrotado pelo Internacional por 3 a 1 na Ressacada. Leandrinho entrou na partida aos 16 minutos do segundo tempo, substituindo Bruno Silva. Leandrinho não teve muitas chances, atuou em apenas 9 jogos e não anotou nenhum gol, e nas poucas vezes que atuou não correspondeu. Ao final da temporada, o Avaí foi rebaixado de divisão e Leandrinho foi liberado, para depois assinar com o Daegu FC da Coreia do Sul.

### Santa Cruz
No dia 2 de fevereiro de 2016 acerta com o Santa Cruz. Fez sua estreia contra o Central, a partida terminou 1x0 pro tricolor.

## Títulos
Porto
- Campeonato Português - 2007-08

Brasil
- Campeonato Sul-Americano Sub-20 - 2007

Santa Cruz
- Copa do Nordeste: 2016
- Campeonato Pernambucano: 2016